# Wiesbadener Sternschnuppenmarkt

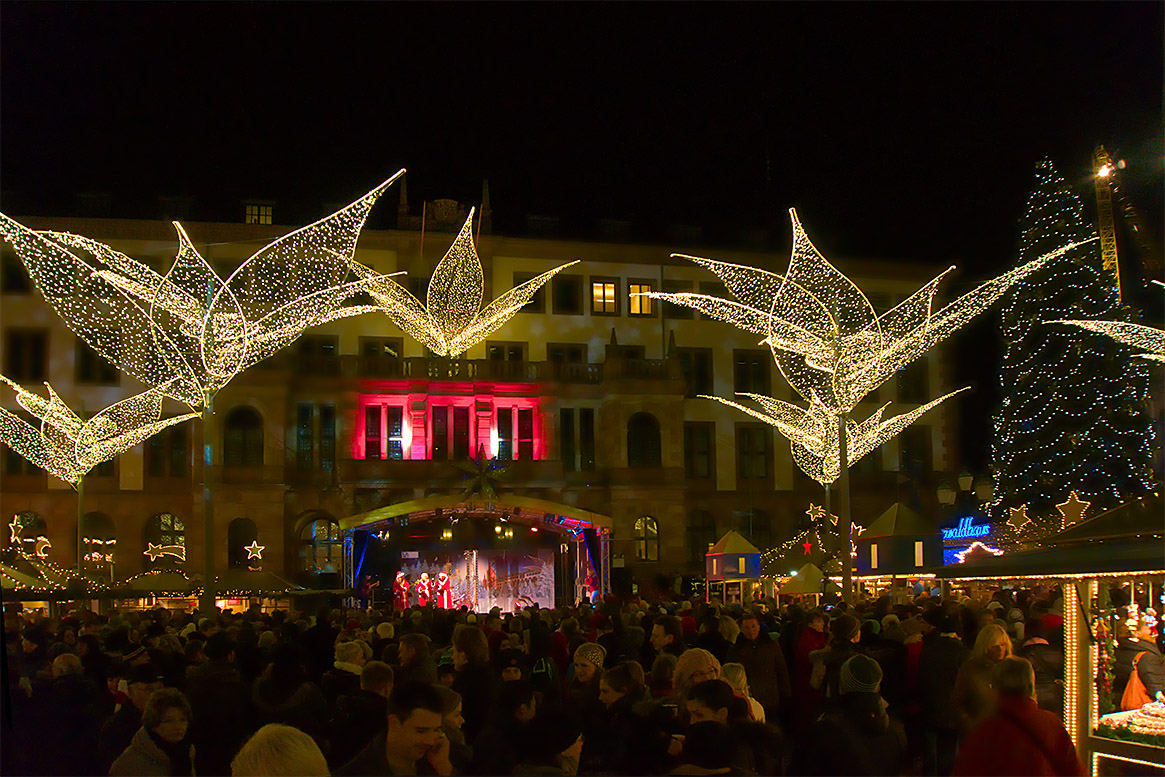
Sternschnuppenmarkt vor dem Neuen Rathaus

Als Wiesbadener Sternschnuppenmarkt (auch Sternschnuppen Markt) wird der seit 2002 auf dem Schlossplatz der hessischen Landeshauptstadt Wiesbaden stattfindende Weihnachtsmarkt bezeichnet.
An den Veranstaltungstagen – vom Dienstag nach Totensonntag bis zum 23. Dezember – besuchen viele hunderttausend Menschen aus dem In- und Ausland den Weihnachtsmarkt, insbesondere englische Touristen und Angehörige der stationierten US-Streitkräfte der Lucius D. Clay Kaserne.
Laut einer Studie der Fachhochschule Südwestfalen (Standort Hagen) vom 19. November 2012, in der nach dem „attraktivsten“ Weihnachtsmarkt gefragt wurde, empfanden die Besucher der Weihnachtsmärkte in Wiesbaden, Karlsruhe und Mainz diese als „besonders weihnachtlich“.

## Marktaufbau

### Eröffnung
Das Wiesbadener Stadtwappen (drei goldene Lilien auf blauem Grund) wird farblich und motivisch wiederholt bei der Gestaltung aufgegriffen. So eröffnen die drei so genannten „Lilchen“, gemeinsam mit dem Oberbürgermeister und dem Stadtrat, den Sternschnuppenmarkt. Anschließend folgt der Auftritt mehrerer „Engel“ – weihnachtliche Musik und ein Feuerwerk beenden die Zeremonie.

### Portale und Lilien

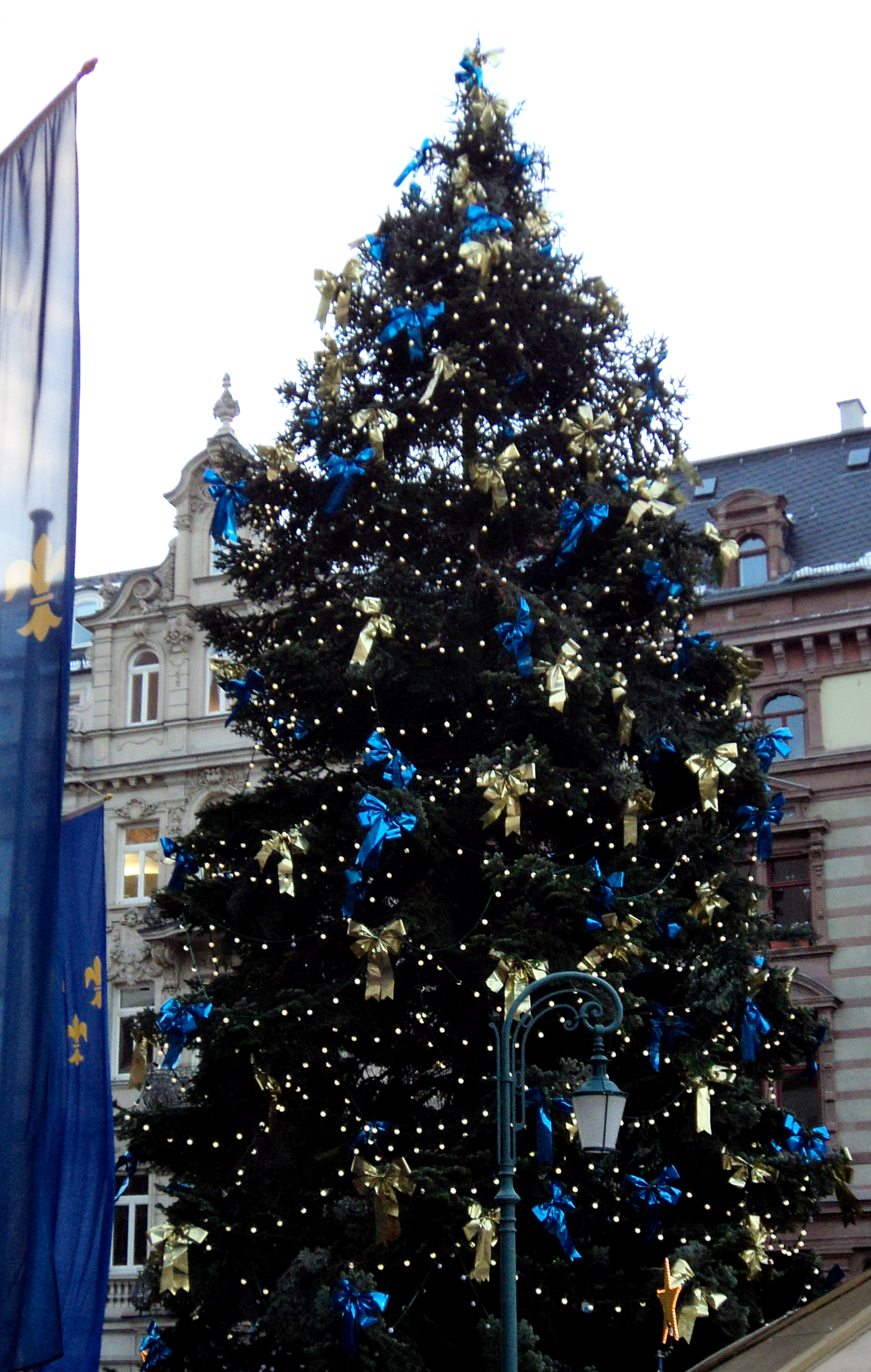
Weihnachtsbaum in den Wappenfarben geschmückt

Vier blaugoldene Portale, die mit annähernd zehn Meter hohen und zwölf Meter breiten illuminierten Lilien geschmückt sind, bilden die Eckpunkte des Areals. Um den Hessischen Landtag (ehemals: Stadtschloss), die Marktkirche, das neue und das alte Rathaus (heute: Standesamt) gruppieren sich mehr als 130 Stände – davon 111 in den Farben Blau und Gold gehalten – sowie 16 große, stilisierte Lilien. 75 kleinere Lilien in der Fußgängerzone und der Wilhelmstraße sorgen für stimmungsvolles Licht im näheren Umkreis. Insgesamt besteht die Beleuchtung aus über 120.000 LED-Birnen, die von 16 bis 22 Uhr aktiviert werden.

### Weihnachtsbaum
Der 25 bis 28 Meter hohe Weihnachtsbaum vor dem Rathaus ist mit mehr als 1000 blau/goldenen Schleifen sowie über 3000 Leuchtdioden und 30 Lampen mit Blitzeffekt geschmückt. Platz findet er in einem eigens dafür ausgehobenen Bodenfundament. Am 7. Januar, also einen Tag nach den Heiligen Drei Königen, wird der Baum abgeschmückt und abgebaut. Zu einem Teil geht das Holz an den Krippenschnitzer Hans-Albert Herrmann, der es nach einer gewissen Lagerzeit für neue Kunstwerke verwendet.

### Weihnachtskrippe

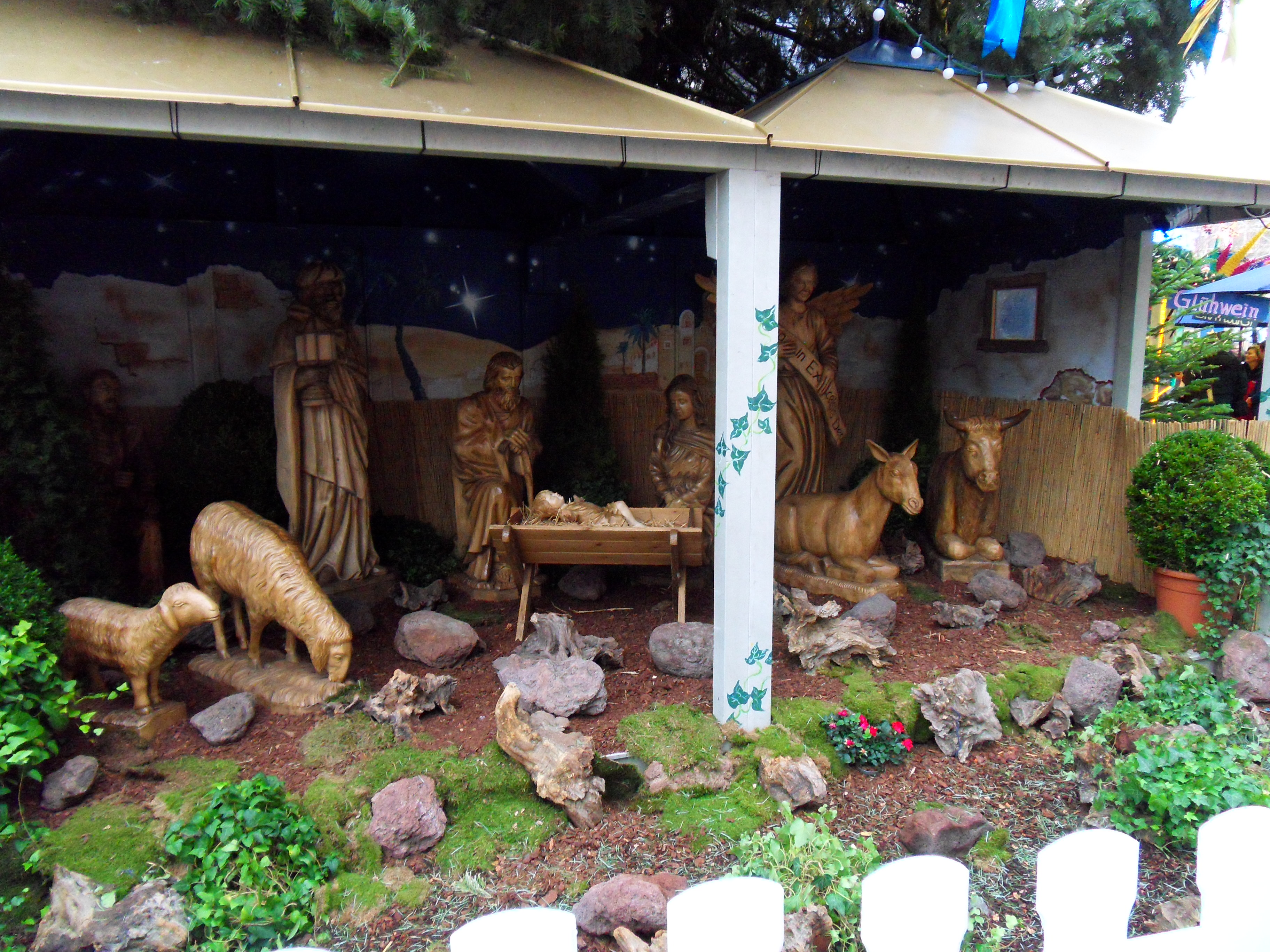
Krippenszene 2009 unter dem Weihnachtsbaum

Direkt vor dem Weihnachtsbaum befindet sich die so genannte „Stadtkrippe“, die den Stall von Betlehem darstellt. An den lebensgroßen Figuren der Weihnachtskrippe arbeitet der „Herrgottschnitzer von Bremthal“, Hans-Albert Herrmann, kontinuierlich seit 1996. Zuerst entstand die drei Zentner schwere Maria; es folgten der Josef (mit vier bis fünf Zentnern Gewicht), das Jesuskind, Esel und Ochse. Die ersten Figuren wurden aus Werbegeldern der Interessengemeinschaft der Marktbeschicker finanziert. Schließlich entstand noch ein Hirte, für den Herrmann ein blinder Freund als Modell diente. 2001 wurde die Krippe dann der Stadt übergeben. Ursprünglich, als der Weihnachtsmarkt noch auf dem Luisenplatz und in der Innenstadt beheimatet war, befand sich die Heilige Familie in einem der damaligen „Weihnachtsmarkthäuschen“ hinter einer Plexiglasscheibe.
Der weibliche Verkündigungsengel, in den der Künstler ca. 240 Arbeitsstunden investierte, kam 2009 hinzu. Er und die Heiligen Drei Könige, die 2010 und 2011 die menschliche Figurengruppe vervollständigten, sind ebenfalls nach lebenden Personen gestaltet – in einem der Könige hat sich der Künstler selbst verewigt. 2011 wurde die Krippe zudem um ein Kamel erweitert; alle Figuren sind aus Linden-, Eschen- oder Pappelholz gefertigt.

### Stände und Fahrgeschäfte

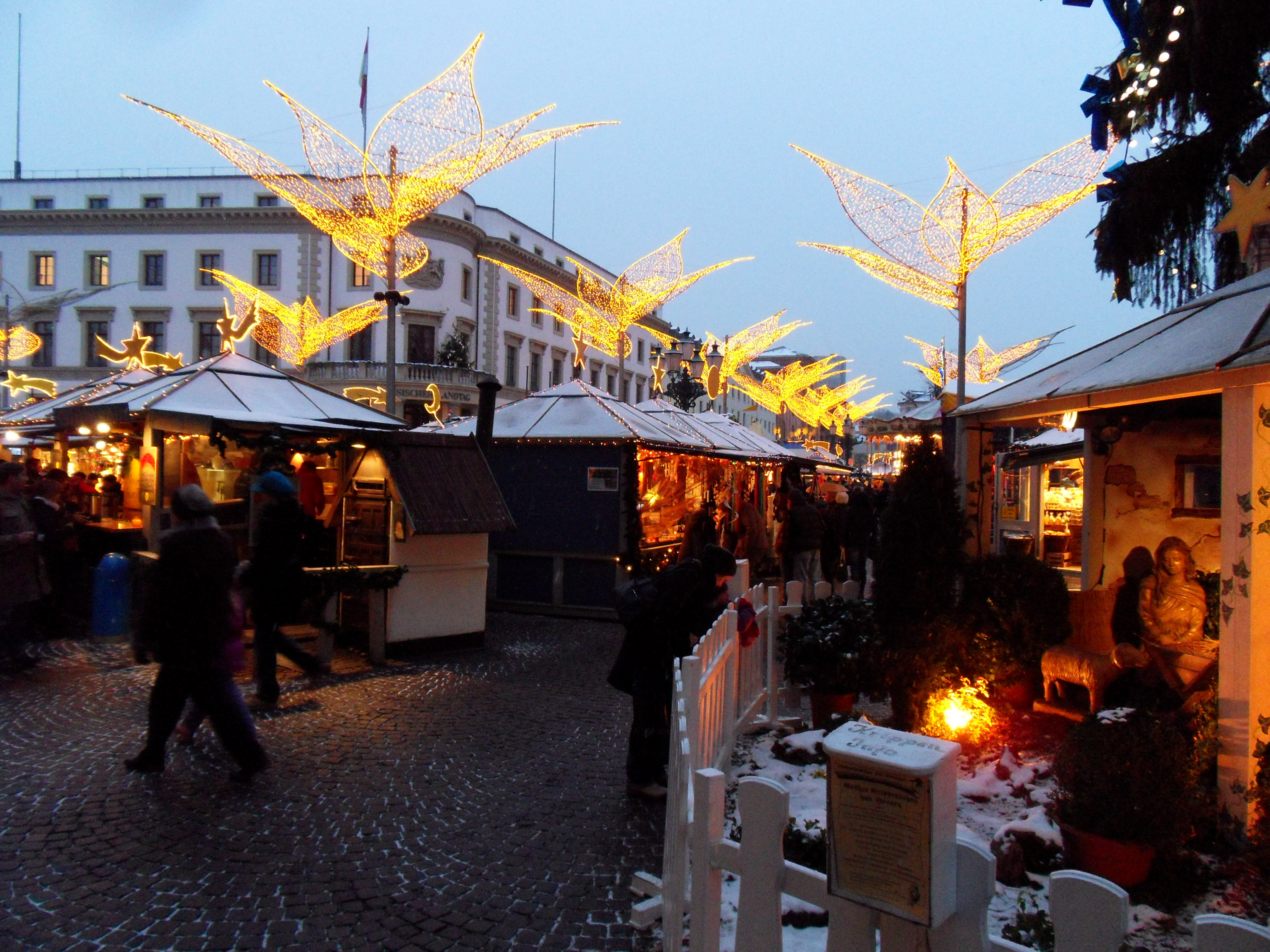
Abendstimmung zwischen den Ständen

An den insgesamt 111 in Blau und Gold gehaltenen Ständen finden die Besucher ein breites Sortiment, das von Weihnachtsdekoration über Bekleidung und Lebensmitteln bis zum Kunsthandwerk reicht. Hinzu kommen 18 Stände mit gastronomischen Angeboten, darunter ein Ausschank, der sich in einer eigens für den Sternschnuppenmarkt angefertigten Weihnachtspyramide befindet. Die an den Glühweinständen erhältlichen Tassen mit den Wahrzeichen der Stadt sind inzwischen Sammlerobjekte und werden für ein Pfand von zwei Euro (dem gleichzeitigen Verkaufswert) abgegeben. 2012 wurden die Russische Kapelle und die Nerobergbahn auf den Relieftassen dargestellt.
Zwei Karussells und eine Kindereisenbahn sind inzwischen fester Bestandteil des Sternschnuppenmarkts. Das nostalgische Pferdekarussell wurde von einer Künstlerin an der Decke mit Märchenmotiven und außen mit bekannten Städtewahrzeichen bemalt. Abgebildet sind das Biebricher Schloss, die Nerobergbahn, das Kurhaus – aber auch der Frankfurter Eiserne Steg, das Basler Rathaus und die Berliner Siegessäule. Große Teile des Karussells sind mit Gold überzogen, das durch Klarlack geschützt wird.

## Besonderheiten
2013 wurde zum ersten Mal bei der Eröffnungsfeier die Besucherzahl auf 5000 Personen beschränkt.
Ähnlich wie auf der Rheingauer Weinwoche, die im August auf dem gleichen Platz stattfindet, bietet die ESWE Verkehr ein sogenanntes „SternschnuppenTicket“ an.

## Angebote in der Nähe

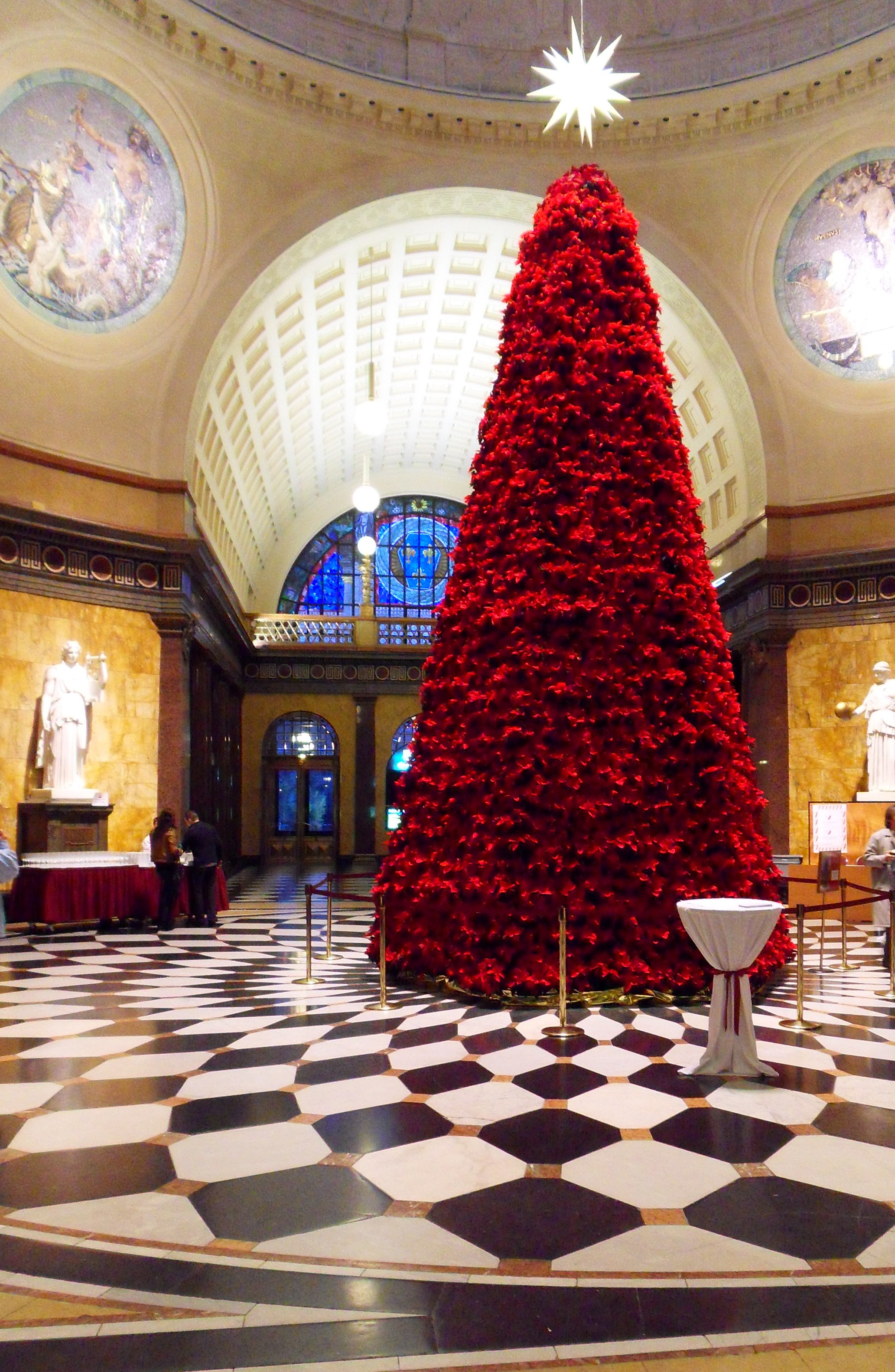
Traditionelle vorweihnachtliche Blumendekoration im Foyer des Kurhauses.

Etwas außerhalb des Sternschnuppenmarkts findet hinter dem Staatstheater in Richtung Warmer Damm die „ESWE Eiszeit“ statt. Seit 2003 haben hier Schlittschuhläufer 800 m² Fläche zur Verfügung; wahlweise kann auch eine der drei Eisstockbahnen gemietet werden. Zum Aufwärmen steht den Besuchern die so genannte „Eishütte“ mit Glühwein, heißen Würstchen und Pfeffernüssen offen. Darüber hinaus hält der Veranstalter für private oder geschäftliche Feiern zwei „Almhütten“ bereit.
Seit Dezember 1991 schmückt ein etwa 8 Meter hoher, aus über 2000 Weihnachtssternen errichteter „Weihnachtsbaum“ das Foyer im Kurhaus.
Während der Dauer des Sternschnuppenmarkts befindet sich auf dem Mauritiusplatz zudem das mit 45 Metern Höhe „Jupiter“ genannte Riesenrad.

## Weitere Weihnachtsmärkte in den Ortsbezirken
In den Ortsbezirken von Wiesbaden finden an den einzelnen Adventswochenenden ebenfalls Weihnachtsmärkte statt.